# Долина (Гродненская область)
Долина́ (бел. Даліна́) — деревня в Лидском районе Гродненской области Беларуси. Входит в состав Третьяковского сельсовета.

## География
Рядом пролегает шоссе М-11.
Ближайшие населённые пункты Лида, Широкое и др.

### Климат
Умеренный, с теплым летом и мягкой зимой. Средняя температура января — −6,6-5 °C,июля — +17-18, 2 °C. Зимой преобладают южные ветры, летом — восточные и северо-восточные. Средняя скорость ветра 3 м/с. Годовое количество осадков 520—640 мм.

## История
В 1905 году в Лидской волости Лидского уезда Виленской губернии Российской империи.

## Население

### Численность
- 2019 год — 47 жителей

### Динамика
- 1905 год — 59 жителей
- 1999 год — 88 жителей
- 2009 год — 68 жителей[5]
- 2019 год — 47 жителей